# Tharaux
Tharaux là một xã trong vùng Occitanie. Xã Tharaux nằm ở khu vực có độ cao trung bình 160 mét trên mực nước biển.